# 電磁波人命探査装置
電磁波人命探査装置（Person Location System、Life detector）とは、レーダーの応用機器である。以前は高額な装置だったが、近年ではモノリシックマイクロ波集積回路によって集積化、モジュール化が進んだことで、廉価になり、この技術を応用した高齢者のベッドや浴室での見守りセンサーが開発されつつある。

## 概要
マイクロ波を使った生体計測と地中レーダーという2つの技術領域が融合したものであり、一種のドップラーレーダーで送信機から電磁波（主にマイクロ波）を送信して反射波を受信機で受信した時に呼吸や拍動による反射波の位相の周期的な変移(周波数変調)を検出する事により建物内や瓦礫の下にいる生存者を探す装置である。
探知距離は20mから90mである。
この原理から生存者探索レーダーともいう。
複数の企業から販売されているが、ドイツのセレクトロニク (SIS Selectronic International Service 現Lionwings)が開発したものが有名であり、その商品名からシリウスとも通称される。災害救助用途だけでなく各国の特殊部隊も装備している。
日本の消防が救助工作車に積載している救助資機材の中で高度救助資機材に分類され、政令市消防局特別高度救助隊及び東京消防庁消防救助機動部隊のほか、日本の警察の広域緊急援助隊特別救助班の標準装備品である。
電波法令上は無線標定移動局

であり、第二級陸上特殊無線技士以上の無線従事者が操作又はその監督を行わねばならない。但し、警察用以外で空中線電力0.1W以下の適合表示無線設備（技適マークのあるもの）であれば無線従事者は不要

である。

## 作動原理
マイクロ波ドップラー・レーダーにより、拍動や呼吸に伴う周期的な微小変位による周波数の変移(周波数変調)を高速フーリエ変換等のアルゴリズムを用いて判定するとされる。

## 歴史
電磁波を使う生体計測の可能性自体は、1975年以前から提唱はされていたものの、実際に開発している研究者はイスラエルの研究グループが、呼吸のモニタリングをうそ発見器に応用する研究をしている程度だった。
国内では1995年に阪神・淡路大震災で使用された。当時はドイツ製の大掛かりな装置で専門のオペレータを必要とした。その後、改良され、小型軽量化された。

## 実績
- 2004年の新潟県中越地震では、緊急消防援助隊として派遣された東京消防庁の消防救助機動部隊が土砂崩れ現場で自動車に閉じ込められていた生存男児を救出した際にも使用した。
- 2005年のJR福知山線脱線事故では、生存者発見のために使用された。

## 参考資料
- 滝戸直人, et al. "42. マイクロ波による人工心臓心室の運動計測装置の開発." 医科器械学 50.4 (1980): 217-218.
- Gode Davis (1989年8月). “Life Detector”. Popular Science (Bonnier Corporation) 235 (2):  59.
- Droitcour, A (2001). “A microwave radio for Doppler radar sensing of vital signs”. Microwave Symposium Digest (IEEE MTT-S International) 1.
- Lubecke, O. Boric; P-W. Ong; V. M. Lubecke (2002). “10 GHz Doppler radar sensing of respiration and heart movement”. Bioengineering Conference, 2002 roceedings of the IEEE 28th Annual Northeast (IEEE).
- Xiao, Yanming, et al. (2006). “A Ka-Band Low Power Doppler Radar System for Remote Detection of Cardiopulmonary Motion”. 2005 IEEE Engineering in Medicine and Biology 27th Annual Conference (IEEE).
- Qin Zhou (2006). “Detection of Multiple Heartbeats Using Doppler Radar” (PDF). 2006 IEEE International Conference on Acoustics Speech and Signal Processing Proceedings (IEEE) 2.
- Lubecke, V.M (2007). “Through-the-Wall Radar Life Detection and Monitoring”. 2007 IEEE/MTT-S International Microwave Symposium. (IEEE).
- Dany Obeid; Gheorghe Zaharia; Sawsan Sadek; Ghaïs El zein (2008). “Feasibility Study for Non-Contact Heartbeat Detection at 2.4 GHz and 60 GHz” (PDF). URSI GA.
- Changzhan Gu (2010). “Instrument-Based Noncontact Doppler Radar Vital Sign Detection System Using Heterodyne Digital Quadrature Demodulation Architecture” (PDF). IEEE Transactions on Instrumentation and Measurement 59 (6):  1580-1588.
- Dany Obeid; Gheorghe Zaharia; Sawsan Sadek; Ghaïs El zein (2012), “Microwave Doppler Radar for Heartbeat Detection Vs Electrocardiogram” (PDF), Microwave and Optical Technology Letters 54 (11):  2610-2617
- Janghoon Han; Jeong-Geun Kim; Songcheol Hong (2012). “A Compact Ka-Band Doppler Radar Sensor for Remote Human Vital Signal Detection” (PDF). Journal of electromagnetic engineering and science 12 (4):  234-239.
- Sebastian Diebold (2012). “A W-band MMIC radar system for remote detection of vital signs”. Journal of Infrared, Millimeter, and Terahertz Waves 33 (12):  1250-1267.
- Jeffrey Nanzer (2012). Microwave and Millimeter-wave Remote Sensing for Security Applications. ISBN 9781608071722
- アメリカ合衆国特許第 7848896B2号